# 養老町

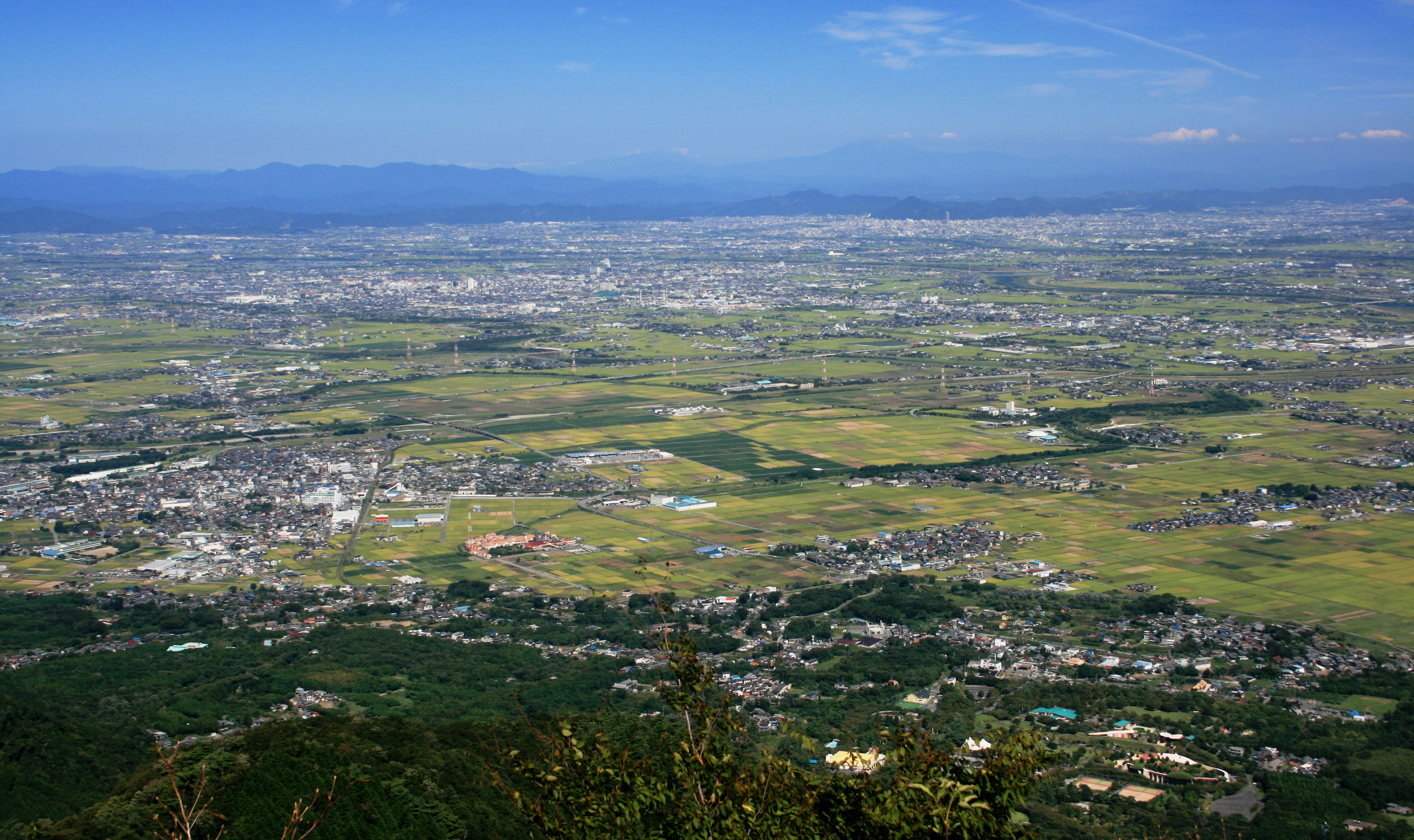
養老山地から望む養老町中心部（左中央）と養老公園（右下）

養老町（ようろうちょう）は、岐阜県養老郡の町。西濃に含まれる。親孝行な子供の話を聞き、当地へ行幸した元正天皇が若返りの滝の水（養老の滝またはその近くにある菊水泉とされる）を知り、元号を「養老」としたのが町名の由来である。

## 地理
西側を養老山地、東側を揖斐川に挟まれ、南北に細長く広がっている。養老山地を挟んで三重県と接する。
- 河川: 揖斐川、牧田川、津屋川、五三川、杭瀬川、相川

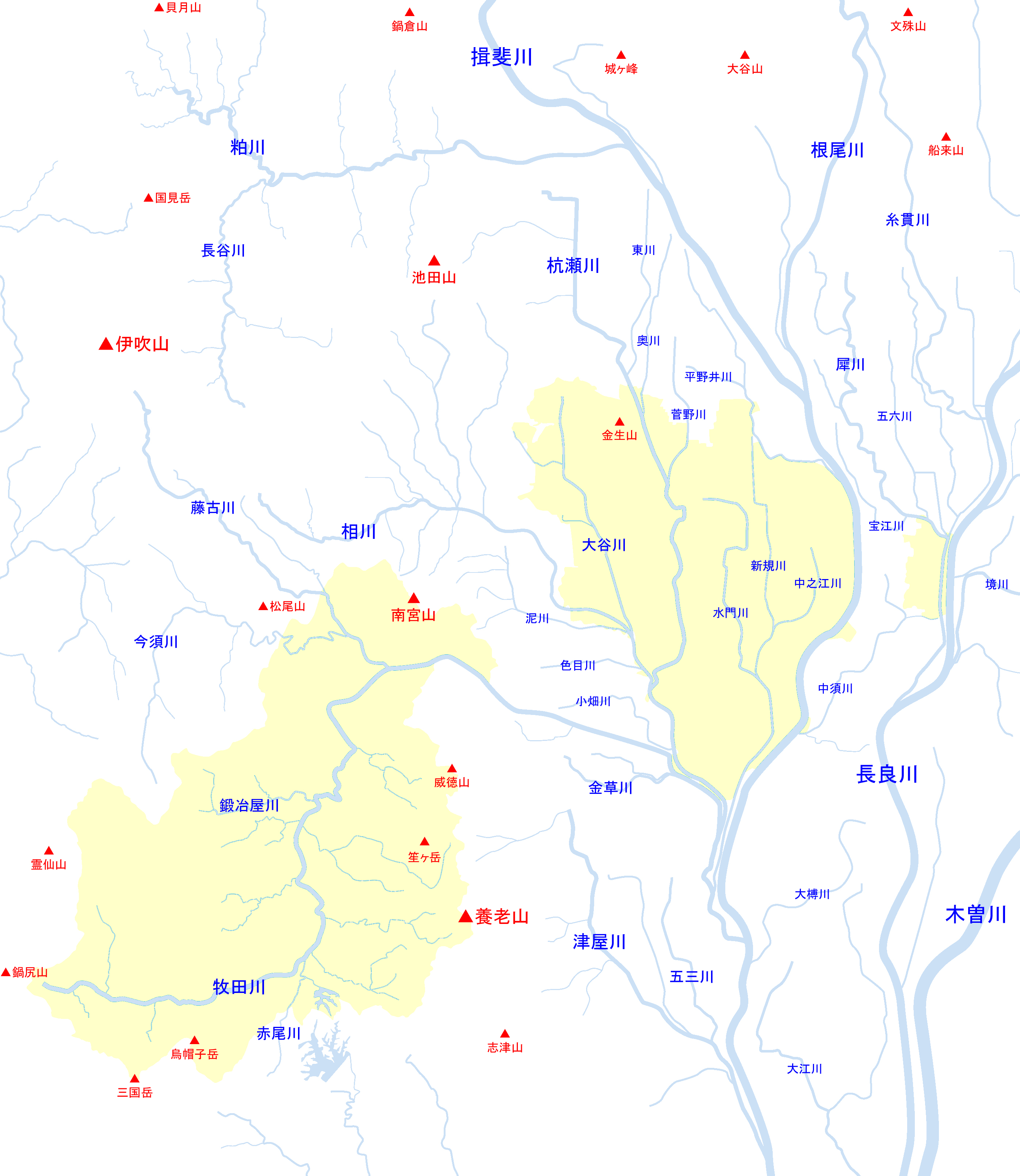
大垣市周辺河川の位置関係図

- 池：細池、五反池

### 隣接している自治体
- 岐阜県内
  - 不破郡垂井町
  - 大垣市
  - 安八郡輪之内町
  - 海津市
- 三重県いなべ市

### 地名
- 有尾
- 飯積
- 飯田
- 石畑
- 泉町
- 五日市
- 一色
- 色目
- 岩道
- 宇田
- 上方
- 江月
- 大跡
- 大坪
- 大野
- 大場
- 大巻
- 小倉
- 押越
- 柏尾
- 金屋
- 釜段
- 上之郷
- 烏江
- 京ケ脇
- 口ケ島
- 栗笠
- 桜井
- 沢田
- 下笠
- 蛇持
- 勢至
- 祖父江
- 田
- 高田
- 高田馬場町
- 高林
- 滝見町
- 豊
- 直江
- 中
- 西岩道
- 西小倉
- 根古地
- 橋爪
- 飯ノ木
- 船附
- 船見
- 三神町
- 瑞穂
- 明徳
- 室原
- 安久
- 養老
- 養老公園
- 横屋
- 竜泉寺
- 若宮
- 鷲巣

## 歴史

### 沿革
- 1954年（昭和29年） 高田町、養老村、広幡村、上多度村、池辺村、笠郷村、小畑村、多芸村、日吉村、不破郡合原村の一部（室原地区）が合併し、養老町発足。
- 平成の大合併の周辺市町村との合併協議で 2004年（平成16年）8月に行われた大垣市など1市8町との合併を求める住民投票で賛成が反対を上回ったが、その後安八町が離脱。10月に行われた垂井町、関ケ原町、神戸町での住民投票では大垣との合併に反対する声が賛成を上回ったため、最終的に計4町が離脱する事態となり、大型合併は事実上なくなった。新たに発足した合併協議には参加せず、上石津町との合併を視野に入れたが、上石津町は大垣市との合併を選んだため現状では単独の道を歩むことになる。
- 2012年（平成24年）、養老改元の717年11月17日(旧暦)にちなみ「養老の日」制定[2]。
- 2017年（平成29年）、「養老改元1300年プロジェクト」を実施[3]。

## 境界変更

### 海津郡南濃町との変更
- 1955年（昭和30年）4月1日
  - 大字若宮、船見並びに大字津屋字段ノ尻、中原、栢ノ木、小名、大墳、浮島、中島、上戸樋、北河原の区域を編入。[4]
- 1970年（昭和45年）4月1日
  - 南濃町に編入した地域:大字一色字上戸樋の一部。
  - 養老町に編入した地域:大字津屋字川東の一部。
- 1974年（昭和49年）4月1日
  - 南濃町に編入した地域:大字釜段字替地南、菖蒲原、新開、吉岡、大字大巻字大割の各一部。
- 1976年（昭和51年）9月1日
  - 南濃町に編入した地域:大字釜段字替地南、菖蒲原、新開の各一部。
  - 養老町に編入した地域:大字駒野新田字苗代割、江西の各一部。
- 1989年（平成元年）3月1日
  - 南濃町に編入した地域:大字釜段字柳原、大字横屋字外新田の各一部
  - 養老町に編入した地域:大字志津字古堤新開、大字志津新田字一番割、二番割、大字戸田字杉池の各一部。
- 1991年（平成3年）6月1日
  - 南濃町に編入した地域:大字横屋字江西の一部。
  - 養老町に編入した地域:大字津屋字株木、堤田、ヌリ田道上、溲田、総作、五反田の各一部。
- 1998年（平成10年）6月1日
  - 南濃町に編入した地域:大字有尾字下池、大字釜段字宮方の各一部。
  - 養老町に編入した地域:大字志津字下池の一部。

### 養老郡上石津町との変更
- 1988年（昭和63年）7月1日
  - 上石津町に編入した地域:大字乙坂字中島の一部。
  - 養老町に編入した地域:大字沢田字中島、向島の各一部。

### 不破郡垂井町との変更
- 1977年（昭和52年）9月1日
  - 養老町に編入した地域:大字栗原字大正の一部。
- 1980年（昭和55年）12月1日
  - 垂井町に編入した地域:大字橋爪字三ツ圦、新宮野の各一部、大字中字北川原、三反田の各一部。
  - 養老町に編入した地域:大字栗原字大正の一部。

### 大垣市との変更
- 1978年（昭和53年）9月1日
  - 大垣市に編入した地域:大字室原字中島の一部。
  - 養老町に編入した地域:綾野町字高畑の一部。

### 変遷表
| 明治元年          | 明治2年2月                 | 明治4年7月        | 明治7年9月                     | 明治8年1月 -11月           | 明治12年 2月18日 郡区町村 編成法施行 | 明治15年 1月10日                 | 明治20年 1月27日               | 明治22年 7月1日 町村制施行 | 明治30年 4月1日 郡制施行 | 昭和29年 11月3日 -12月1日                                                                          | 昭和30年 4月1日                      | 平成17年 3月28日               | 現在          |
| ----------------- | -------------------------- | ----------------- | ------------------------------ | -------------------------- | ------------------------------------ | -------------------------------- | ------------------------------ | -------------------------- | ------------------------ | -------------------------------------------------------------------------------------------------- | ------------------------------------ | ------------------------------ | ------------- |
| 多芸郡 若宮村     | 多芸郡 若宮村              | 多芸郡 若宮村     | 多芸郡 若宮村                  | 多芸郡 若宮村              | 多芸郡 若宮村                        | 多芸郡 若宮村                    | 多芸郡 若宮村                  | 多芸郡 下多度村            | 養老郡 下多度村          | 昭和29年 11月5日 海津郡 南濃町の一部                                                               | 昭和30年 4月1日 養老郡 養老町 に編入 | 養老郡 養老町                  | 養老郡 養老町 |
| 多芸郡 舟見村     | 多芸郡 舟見村              | 多芸郡 舟見村     | 多芸郡 舟見村                  | 多芸郡 舟見村              | 多芸郡 舟見村                        | 多芸郡 舟見村                    | 多芸郡 舟見村                  | 多芸郡 下多度村            | 養老郡 下多度村          | 昭和29年 11月5日 海津郡 南濃町の一部                                                               | 昭和30年 4月1日 養老郡 養老町 に編入 | 養老郡 養老町                  | 養老郡 養老町 |
| 多芸郡 津屋村     | 多芸郡 津屋村              | 多芸郡 津屋村     | 多芸郡 津屋村                  | 多芸郡 津屋村              | 多芸郡 津屋村                        | 多芸郡 津屋村                    | 多芸郡 津屋村                  | 多芸郡 下多度村            | 養老郡 下多度村          | 昭和29年 11月5日 海津郡 南濃町の一部                                                               | 昭和30年 4月1日 養老郡 養老町 に編入 | 養老郡 養老町                  | 養老郡 養老町 |
| 多芸郡 津屋村     | 多芸郡 津屋村              | 多芸郡 津屋村     | 多芸郡 津屋村                  | 多芸郡 津屋村              | 多芸郡 津屋村                        | 多芸郡 津屋村                    | 多芸郡 津屋村                  | 多芸郡 下多度村            | 養老郡 下多度村          | 昭和29年 11月5日 海津郡 南濃町の一部                                                               | 海津郡 南濃町 の一部                 | 平成17年 3月28日 海津市 の一部 | 海津市 の一部 |
| 多芸郡 志津村     | 明治5年 多芸郡 志津村      | 多芸郡 志津村     | 多芸郡 志津村                  | 多芸郡 志津村              | 多芸郡 志津村                        | 多芸郡 志津村                    | 多芸郡 志津村                  | 多芸郡 下多度村            | 養老郡 下多度村          | 昭和29年 11月5日 海津郡 南濃町の一部                                                               | 海津郡 南濃町 の一部                 | 平成17年 3月28日 海津市 の一部 | 海津市 の一部 |
| 多芸郡 釜段新田   | 多芸郡 釜段新田            | 多芸郡 釜段新田   | 多芸郡 志津新田                | 多芸郡 志津新田            | 多芸郡 志津新田                      | 多芸郡 志津新田                  | 多芸郡 志津新田                | 多芸郡 下多度村            | 養老郡 下多度村          | 昭和29年 11月5日 海津郡 南濃町の一部                                                               | 海津郡 南濃町 の一部                 | 平成17年 3月28日 海津市 の一部 | 海津市 の一部 |
| 多芸郡 釜段新田   | 多芸郡 釜段新田            | 多芸郡 釜段新田   | 明治7年 9月 分立 多芸郡 釜段村 | 多芸郡 釜段村              | 多芸郡 釜段村                        | 多芸郡 釜段村                    | 多芸郡 釜段村                  | 多芸郡 釜段村              | 養老郡 池辺村            | 昭和29年 11月3日 釜段の字・徳島 を除き 養老郡 養老町 に編入                                        | 養老郡 養老町                        | 養老郡 養老町                  | 養老郡 養老町 |
| 多芸郡 駒野新田   | 多芸郡 駒野新田            | 多芸郡 駒野新田   | 多芸郡 駒野新田                | 多芸郡 駒野新田            | 多芸郡 駒野新田                      | 多芸郡 駒野新田                  | 多芸郡 駒野新田                | 多芸郡 駒野新田            | 養老郡 池辺村            | 昭和29年 11月3日 駒野新田と 釜段の字・徳島を 海津郡 城山町 に編入 同年11月5日 海津郡 南濃町 の一部 | 海津郡 南濃町 の一部                 | 平成17年 3月28日 海津市 の一部 | 海津市 の一部 |
| 多芸郡 根古地村   | 多芸郡 根古地村            | 多芸郡 根古地村   | 多芸郡 根古地村                | 多芸郡 根古地村            | 多芸郡 根古地村                      | 多芸郡 根古地村                  | 多芸郡 根古地村                | 多芸郡 根古地村            | 養老郡 池辺村            | 養老郡 養老町                                                                                      | 養老郡 養老町                        | 養老郡 養老町                  | 養老郡 養老町 |
| 多芸郡 根古地新田 | 多芸郡 根古地新田          | 多芸郡 根古地新田 | 多芸郡 根古地新田              | 多芸郡 根古地新田          | 多芸郡 根古地新田                    | 多芸郡 根古地新田                | 多芸郡 根古地新田              | 多芸郡 根古地新田          | 養老郡 池辺村            | 養老郡 養老町                                                                                      | 養老郡 養老町                        | 養老郡 養老町                  | 養老郡 養老町 |
| 多芸郡 大場村     | 多芸郡 大場村              | 多芸郡 大場村     | 多芸郡 大場村                  | 多芸郡 大場村              | 多芸郡 大場村                        | 多芸郡 大場村                    | 明治20年 1月27日 多芸郡 大場村 | 多芸郡 大場村              | 養老郡 池辺村            | 養老郡 養老町                                                                                      | 養老郡 養老町                        | 養老郡 養老町                  | 養老郡 養老町 |
| 多芸郡 大場新田   | 多芸郡 大場新田            | 多芸郡 大場新田   | 多芸郡 大場新田                | 多芸郡 大場新田            | 多芸郡 大場新田                      | 多芸郡 大場新田                  | 明治20年 1月27日 多芸郡 大場村 | 多芸郡 大場村              | 養老郡 池辺村            | 養老郡 養老町                                                                                      | 養老郡 養老町                        | 養老郡 養老町                  | 養老郡 養老町 |
| 石津郡 高柳古新田 | 石津郡 高柳古新田          | 石津郡 大巻村     | 石津郡 大巻村                  | 明治8年 11月 多芸郡 大巻村 | 多芸郡 大巻村                        | 多芸郡 大巻村                    | 多芸郡 大巻村                  | 多芸郡 大巻村              | 養老郡 池辺村            | 養老郡 養老町                                                                                      | 養老郡 養老町                        | 養老郡 養老町                  | 養老郡 養老町 |
| 石津郡 高柳新田   | 石津郡 高柳新田            | 石津郡 高柳新田   | 石津郡 高柳新田                | 明治8年 11月 多芸郡 大巻村 | 多芸郡 大巻村                        | 多芸郡 大巻村                    | 多芸郡 大巻村                  | 多芸郡 大巻村              | 養老郡 池辺村            | 養老郡 養老町                                                                                      | 養老郡 養老町                        | 養老郡 養老町                  | 養老郡 養老町 |
| 石津郡 小坪新田   | 石津郡 小坪新田            | 石津郡 小坪新田   | 石津郡 小坪新田                | 明治8年 11月 多芸郡 大巻村 | 多芸郡 大巻村                        | 多芸郡 大巻村                    | 多芸郡 大巻村                  | 多芸郡 大巻村              | 養老郡 池辺村            | 養老郡 養老町                                                                                      | 養老郡 養老町                        | 養老郡 養老町                  | 養老郡 養老町 |
| 安八郡 大牧村     | 明治2年 安八郡 大牧村      | 安八郡 大牧村     | 安八郡 大牧村                  | 明治8年 11月 多芸郡 大巻村 | 多芸郡 大巻村                        | 多芸郡 大巻村                    | 多芸郡 大巻村                  | 多芸郡 大巻村              | 養老郡 池辺村            | 養老郡 養老町                                                                                      | 養老郡 養老町                        | 養老郡 養老町                  | 養老郡 養老町 |
| 安八郡 大牧新田   | 明治2年 安八郡 大牧村      | 安八郡 大牧村     | 安八郡 大牧村                  | 明治8年 11月 多芸郡 大巻村 | 多芸郡 大巻村                        | 多芸郡 大巻村                    | 多芸郡 大巻村                  | 多芸郡 大巻村              | 養老郡 池辺村            | 養老郡 養老町                                                                                      | 養老郡 養老町                        | 養老郡 養老町                  | 養老郡 養老町 |
| 不破郡 室原村     | 不破郡 室原村              | 不破郡 室原村     | 不破郡 室原村                  | 不破郡 室原村              | 不破郡 室原村                        | 不破郡 室原村                    | 不破郡 室原村                  | 不破郡 室原村              | 不破郡 合原村 の一部     | 養老郡 養老町                                                                                      | 養老郡 養老町                        | 養老郡 養老町                  | 養老郡 養老町 |
| 多芸郡 口ヶ島村   | 多芸郡 口ヶ島村            | 多芸郡 口ヶ島村   | 多芸郡 口ヶ島村                | 多芸郡 口ヶ島村            | 多芸郡 口ヶ島村                      | 多芸郡 口ヶ島村                  | 多芸郡 口ヶ島村                | 多芸郡 口ヶ島村            | 養老郡 広幡村            | 養老郡 養老町                                                                                      | 養老郡 養老町                        | 養老郡 養老町                  | 養老郡 養老町 |
| 多芸郡 飯之木村   | 多芸郡 飯之木村            | 多芸郡 飯之木村   | 多芸郡 飯之木村                | 多芸郡 飯之木村            | 多芸郡 飯之木村                      | 多芸郡 飯之木村                  | 多芸郡 飯之木村                | 多芸郡 飯之木村            | 養老郡 広幡村            | 養老郡 養老町                                                                                      | 養老郡 養老町                        | 養老郡 養老町                  | 養老郡 養老町 |
| 多芸郡 大跡村     | 多芸郡 大跡村              | 多芸郡 大跡村     | 多芸郡 大跡村                  | 多芸郡 大跡村              | 多芸郡 大跡村                        | 多芸郡 大跡村                    | 多芸郡 大跡村                  | 多芸郡 大跡村              | 養老郡 広幡村            | 養老郡 養老町                                                                                      | 養老郡 養老町                        | 養老郡 養老町                  | 養老郡 養老町 |
| 多芸郡 西岩道村   | 多芸郡 西岩道村            | 多芸郡 西岩道村   | 多芸郡 西岩道村                | 多芸郡 西岩道村            | 多芸郡 西岩道村                      | 多芸郡 西岩道村                  | 多芸郡 西岩道村                | 多芸郡 西岩道村            | 養老郡 広幡村            | 養老郡 養老町                                                                                      | 養老郡 養老町                        | 養老郡 養老町                  | 養老郡 養老町 |
| 多芸郡 岩道村     | 多芸郡 岩道村              | 多芸郡 岩道村     | 多芸郡 岩道村                  | 多芸郡 岩道村              | 多芸郡 岩道村                        | 多芸郡 岩道村                    | 多芸郡 岩道村                  | 多芸郡 岩道村              | 養老郡 広幡村            | 養老郡 養老町                                                                                      | 養老郡 養老町                        | 養老郡 養老町                  | 養老郡 養老町 |
| 多芸郡 上ノ郷村   | 多芸郡 上ノ郷村            | 多芸郡 上ノ郷村   | 多芸郡 上ノ郷村                | 多芸郡 上ノ郷村            | 多芸郡 上ノ郷村                      | 多芸郡 上ノ郷村                  | 多芸郡 上ノ郷村                | 多芸郡 上ノ郷村            | 養老郡 笠郷村            | 養老郡 養老町                                                                                      | 養老郡 養老町                        | 養老郡 養老町                  | 養老郡 養老町 |
| 多芸郡 下笠村     | 多芸郡 下笠村              | 多芸郡 下笠村     | 多芸郡 下笠村                  | 多芸郡 下笠村              | 多芸郡 下笠村                        | 多芸郡 下笠村                    | 多芸郡 下笠村                  | 多芸郡 下笠村              | 養老郡 笠郷村            | 養老郡 養老町                                                                                      | 養老郡 養老町                        | 養老郡 養老町                  | 養老郡 養老町 |
| 多芸郡 栗笠村     | 多芸郡 栗笠村              | 多芸郡 栗笠村     | 多芸郡 栗笠村                  | 多芸郡 栗笠村              | 多芸郡 栗笠村                        | 多芸郡 栗笠村                    | 多芸郡 栗笠村                  | 多芸郡 栗笠村              | 養老郡 笠郷村            | 養老郡 養老町                                                                                      | 養老郡 養老町                        | 養老郡 養老町                  | 養老郡 養老町 |
| 多芸郡 船附村     | 多芸郡 船附村              | 多芸郡 船附村     | 多芸郡 船附村                  | 多芸郡 船附村              | 多芸郡 船附村                        | 多芸郡 船附村                    | 多芸郡 船附村                  | 多芸郡 船着村              | 養老郡 笠郷村            | 養老郡 養老町                                                                                      | 養老郡 養老町                        | 養老郡 養老町                  | 養老郡 養老町 |
| 多芸郡 大野村     | 多芸郡 大野村              | 多芸郡 大野村     | 多芸郡 大野村                  | 多芸郡 大野村              | 多芸郡 大野村                        | 多芸郡 大野村                    | 多芸郡 大野村                  | 多芸郡 船着村              | 養老郡 笠郷村            | 養老郡 養老町                                                                                      | 養老郡 養老町                        | 養老郡 養老町                  | 養老郡 養老町 |
| 多芸郡 小倉村     | 多芸郡 小倉村              | 多芸郡 小倉村     | 多芸郡 小倉村                  | 多芸郡 小倉村              | 多芸郡 小倉村                        | 多芸郡 小倉村                    | 多芸郡 小倉村                  | 多芸郡 小倉村              | 養老郡 上多度村          | 養老郡 養老町                                                                                      | 養老郡 養老町                        | 養老郡 養老町                  | 養老郡 養老町 |
| 多芸郡 鷲巣村     | 多芸郡 鷲巣村              | 多芸郡 鷲巣村     | 多芸郡 鷲巣村                  | 多芸郡 鷲巣村              | 多芸郡 鷲巣村                        | 多芸郡 鷲巣村                    | 多芸郡 鷲巣村                  | 多芸郡 鷲巣村              | 養老郡 上多度村          | 養老郡 養老町                                                                                      | 養老郡 養老町                        | 養老郡 養老町                  | 養老郡 養老町 |
| 多芸郡 大跡新田   | 多芸郡 大跡新田            | 多芸郡 大跡新田   | 多芸郡 大跡新田                | 多芸郡 大跡新田            | 多芸郡 大跡新田                      | 多芸郡 大跡新田                  | 多芸郡 大跡新田                | 多芸郡 大跡新田            | 養老郡 上多度村          | 養老郡 養老町                                                                                      | 養老郡 養老町                        | 養老郡 養老町                  | 養老郡 養老町 |
| 多芸郡 有尾村     | 多芸郡 有尾村              | 多芸郡 有尾村     | 多芸郡 有尾村                  | 多芸郡 有尾村              | 多芸郡 有尾村                        | 多芸郡 有尾村                    | 多芸郡 有尾村                  | 多芸郡 有尾村              | 養老郡 三郷村            | 養老郡 養老町                                                                                      | 養老郡 養老町                        | 養老郡 養老町                  | 養老郡 養老町 |
| 多芸郡 横屋村     | 多芸郡 横屋村              | 多芸郡 横屋村     | 多芸郡 横屋村                  | 多芸郡 横屋村              | 多芸郡 横屋村                        | 多芸郡 横屋村                    | 多芸郡 横屋村                  | 多芸郡 横屋村              | 養老郡 三郷村            | 養老郡 養老町                                                                                      | 養老郡 養老町                        | 養老郡 養老町                  | 養老郡 養老町 |
| 多芸郡 津屋新田   | 多芸郡 津屋新田            | 多芸郡 田村       | 多芸郡 田村                    | 明治8年1月 多芸郡 田村     | 多芸郡 田村                          | 多芸郡 田村                      | 多芸郡 田村                    | 多芸郡 田村                | 養老郡 三郷村            | 養老郡 養老町                                                                                      | 養老郡 養老町                        | 養老郡 養老町                  | 養老郡 養老町 |
| 多芸郡 有尾新田   | 多芸郡 有尾新田            | 多芸郡 有尾新田   | 多芸郡 有尾新田                | 明治8年1月 多芸郡 田村     | 多芸郡 田村                          | 多芸郡 田村                      | 多芸郡 田村                    | 多芸郡 田村                | 養老郡 三郷村            | 養老郡 養老町                                                                                      | 養老郡 養老町                        | 養老郡 養老町                  | 養老郡 養老町 |
| 多芸郡 直江村     | 多芸郡 直江村              | 多芸郡 直江村     | 多芸郡 直江村                  | 多芸郡 直江村              | 多芸郡 直江村                        | 多芸郡 直江村                    | 多芸郡 直江村                  | 多芸郡 直江村              | 養老郡 多芸村            | 養老郡 養老町                                                                                      | 養老郡 養老町                        | 養老郡 養老町                  | 養老郡 養老町 |
| 多芸郡 飯積村     | 多芸郡 飯積村              | 多芸郡 飯積村     | 多芸郡 飯積村                  | 多芸郡 飯積村              | 多芸郡 飯積村                        | 多芸郡 飯積村                    | 多芸郡 飯積村                  | 多芸郡 飯積村              | 養老郡 多芸村            | 養老郡 養老町                                                                                      | 養老郡 養老町                        | 養老郡 養老町                  | 養老郡 養老町 |
| 多芸郡 高畑村     | 多芸郡 高畑村              | 多芸郡 高畑村     | 多芸郡 高畑村                  | 多芸郡 高畑村              | 多芸郡 高畑村                        | 多芸郡 高畑村                    | 多芸郡 高畑村                  | 養老郡 多岐村              | 養老郡 多芸村            | 養老郡 養老町                                                                                      | 養老郡 養老町                        | 養老郡 養老町                  | 養老郡 養老町 |
| 多芸郡 大塚村     | 多芸郡 大塚村              | 多芸郡 大塚村     | 多芸郡 大塚村                  | 多芸郡 大塚村              | 多芸郡 大塚村                        | 明治15年 1月10日 多芸郡 多岐塚村 | 多芸郡 多岐塚村                | 養老郡 多岐村              | 養老郡 多芸村            | 養老郡 養老町                                                                                      | 養老郡 養老町                        | 養老郡 養老町                  | 養老郡 養老町 |
| 多芸郡 大塚村     | 多芸郡 大塚村              | 多芸郡 大塚村     | 多芸郡 大塚村                  | 多芸郡 大塚村              | 多芸郡 大塚村                        | 明治15年 1月10日 多芸郡 北大墳村 | 多芸郡 北大墳村                | 多芸郡 北大墳村            | 養老郡 多芸村            | 養老郡 養老町                                                                                      | 養老郡 養老町                        | 養老郡 養老町                  | 養老郡 養老町 |
| 多芸郡 金屋村     | 多芸郡 金屋村              | 多芸郡 金屋村     | 多芸郡 金屋村                  | 多芸郡 金屋村              | 多芸郡 金屋村                        | 多芸郡 金屋村                    | 多芸郡 金屋村                  | 多芸郡 金屋村              | 養老郡 多芸村            | 養老郡 養老町                                                                                      | 養老郡 養老町                        | 養老郡 養老町                  | 養老郡 養老町 |
| 多芸郡 安久村     | 多芸郡 安久村              | 多芸郡 安久村     | 多芸郡 安久村                  | 多芸郡 安久村              | 多芸郡 安久村                        | 多芸郡 安久村                    | 多芸郡 安久村                  | 多芸郡 安久村              | 養老郡 日吉村            | 養老郡 養老町                                                                                      | 養老郡 養老町                        | 養老郡 養老町                  | 養老郡 養老町 |
| 多芸郡 宇田村     | 多芸郡 宇田村              | 多芸郡 宇田村     | 多芸郡 宇田村                  | 多芸郡 宇田村              | 多芸郡 宇田村                        | 多芸郡 宇田村                    | 多芸郡 宇田村                  | 多芸郡 宇田村              | 養老郡 日吉村            | 養老郡 養老町                                                                                      | 養老郡 養老町                        | 養老郡 養老町                  | 養老郡 養老町 |
| 多芸郡 橋爪村     | 多芸郡 橋爪村              | 多芸郡 橋爪村     | 多芸郡 橋爪村                  | 多芸郡 橋爪村              | 多芸郡 橋爪村                        | 多芸郡 橋爪村                    | 多芸郡 橋爪村                  | 多芸郡 橋爪村              | 養老郡 日吉村            | 養老郡 養老町                                                                                      | 養老郡 養老町                        | 養老郡 養老町                  | 養老郡 養老町 |
| 多芸郡 中村       | 多芸郡 中村                | 多芸郡 中村       | 多芸郡 中村                    | 多芸郡 中村                | 多芸郡 中村                          | 多芸郡 中村                      | 多芸郡 中村                    | 多芸郡 中村                | 養老郡 日吉村            | 養老郡 養老町                                                                                      | 養老郡 養老町                        | 養老郡 養老町                  | 養老郡 養老町 |
| 多芸郡 豊村       | 多芸郡 豊村                | 多芸郡 豊村       | 多芸郡 豊村                    | 多芸郡 豊村                | 多芸郡 豊村                          | 多芸郡 豊村                      | 多芸郡 豊村                    | 多芸郡 豊村                | 養老郡 日吉村            | 養老郡 養老町                                                                                      | 養老郡 養老町                        | 養老郡 養老町                  | 養老郡 養老町 |
| 多芸郡 飯田村     | 多芸郡 飯田村              | 多芸郡 飯田村     | 多芸郡 飯田村                  | 多芸郡 飯田村              | 多芸郡 飯田村                        | 多芸郡 飯田村                    | 多芸郡 飯田村                  | 多芸郡 飯田村              | 養老郡 小畑村            | 養老郡 養老町                                                                                      | 養老郡 養老町                        | 養老郡 養老町                  | 養老郡 養老町 |
| 多芸郡 蛇持村     | 多芸郡 蛇持村              | 多芸郡 蛇持村     | 多芸郡 蛇持村                  | 多芸郡 蛇持村              | 多芸郡 蛇持村                        | 多芸郡 蛇持村                    | 多芸郡 蛇持村                  | 多芸郡 蛇持村              | 養老郡 小畑村            | 養老郡 養老町                                                                                      | 養老郡 養老町                        | 養老郡 養老町                  | 養老郡 養老町 |
| 多芸郡 江月村     | 多芸郡 江月村              | 多芸郡 江月村     | 多芸郡 江月村                  | 多芸郡 江月村              | 多芸郡 江月村                        | 多芸郡 江月村                    | 多芸郡 江月村                  | 多芸郡 江月村              | 養老郡 小畑村            | 養老郡 養老町                                                                                      | 養老郡 養老町                        | 養老郡 養老町                  | 養老郡 養老町 |
| 多芸郡 祖父江村   | 明治4年7月 多芸郡 祖父江村 | 多芸郡 祖父江村   | 多芸郡 祖父江村                | 多芸郡 祖父江村            | 多芸郡 祖父江村                      | 多芸郡 祖父江村                  | 多芸郡 祖父江村                | 多芸郡 祖父江村            | 養老郡 小畑村            | 養老郡 養老町                                                                                      | 養老郡 養老町                        | 養老郡 養老町                  | 養老郡 養老町 |
| 多芸郡 段海村     | 明治4年7月 多芸郡 祖父江村 | 多芸郡 祖父江村   | 多芸郡 祖父江村                | 多芸郡 祖父江村            | 多芸郡 祖父江村                      | 多芸郡 祖父江村                  | 多芸郡 祖父江村                | 多芸郡 祖父江村            | 養老郡 小畑村            | 養老郡 養老町                                                                                      | 養老郡 養老町                        | 養老郡 養老町                  | 養老郡 養老町 |
| 多芸郡 大坪村     | 多芸郡 大坪村              | 多芸郡 大坪村     | 多芸郡 大坪村                  | 多芸郡 大坪村              | 多芸郡 大坪村                        | 多芸郡 大坪村                    | 多芸郡 大坪村                  | 多芸郡 大坪村              | 養老郡 小畑村            | 養老郡 養老町                                                                                      | 養老郡 養老町                        | 養老郡 養老町                  | 養老郡 養老町 |
| 多芸郡 島田村     | 多芸郡 島田村              | 多芸郡 島田村     | 多芸郡 島田村                  | 多芸郡 島田村              | 多芸郡 島田村                        | 多芸郡 島田村                    | 多芸郡 島田村                  | 多芸郡 高田町              | 養老郡 高田町            | 養老郡 養老町                                                                                      | 養老郡 養老町                        | 養老郡 養老町                  | 養老郡 養老町 |
| 多芸郡 烏江村     | 多芸郡 烏江村              | 多芸郡 烏江村     | 多芸郡 烏江村                  | 多芸郡 烏江村              | 多芸郡 烏江村                        | 多芸郡 烏江村                    | 多芸郡 烏江村                  | 多芸郡 烏江村              | 養老郡 高田町            | 養老郡 養老町                                                                                      | 養老郡 養老町                        | 養老郡 養老町                  | 養老郡 養老町 |
| 多芸郡 押越村     | 多芸郡 押越村              | 多芸郡 押越村     | 多芸郡 押越村                  | 多芸郡 押越村              | 多芸郡 押越村                        | 多芸郡 押越村                    | 多芸郡 押越村                  | 多芸郡 養老村              | 養老郡 高田町            | 養老郡 養老町                                                                                      | 養老郡 養老町                        | 養老郡 養老町                  | 養老郡 養老町 |
| 多芸郡 上方村     | 多芸郡 上方村              | 多芸郡 上方村     | 多芸郡 上方村                  | 多芸郡 上方村              | 多芸郡 上方村                        | 多芸郡 上方村                    | 多芸郡 上方村                  | 多芸郡 養老村              | 養老郡 養老村            | 養老郡 養老町                                                                                      | 養老郡 養老町                        | 養老郡 養老町                  | 養老郡 養老町 |
| 多芸郡 明徳村     | 多芸郡 明徳村              | 多芸郡 明徳村     | 多芸郡 明徳村                  | 多芸郡 明徳村              | 多芸郡 明徳村                        | 多芸郡 明徳村                    | 多芸郡 明徳村                  | 多芸郡 養老村              | 養老郡 養老村            | 養老郡 養老町                                                                                      | 養老郡 養老町                        | 養老郡 養老町                  | 養老郡 養老町 |
| 多芸郡 五日市村   | 多芸郡 五日市村            | 多芸郡 五日市村   | 多芸郡 五日市村                | 多芸郡 五日市村            | 多芸郡 五日市村                      | 多芸郡 五日市村                  | 多芸郡 五日市村                | 多芸郡 養老村              | 養老郡 養老村            | 養老郡 養老町                                                                                      | 養老郡 養老町                        | 養老郡 養老町                  | 養老郡 養老町 |
| 多芸郡 石畑村     | 多芸郡 石畑村              | 多芸郡 石畑村     | 多芸郡 石畑村                  | 多芸郡 石畑村              | 多芸郡 石畑村                        | 多芸郡 石畑村                    | 多芸郡 石畑村                  | 多芸郡 養老村              | 養老郡 養老村            | 養老郡 養老町                                                                                      | 養老郡 養老町                        | 養老郡 養老町                  | 養老郡 養老町 |
| 多芸郡 竜泉寺村   | 多芸郡 竜泉寺村            | 多芸郡 竜泉寺村   | 多芸郡 竜泉寺村                | 多芸郡 竜泉寺村            | 多芸郡 竜泉寺村                      | 多芸郡 竜泉寺村                  | 多芸郡 竜泉寺村                | 多芸郡 養老村              | 養老郡 養老村            | 養老郡 養老町                                                                                      | 養老郡 養老町                        | 養老郡 養老町                  | 養老郡 養老町 |
| 多芸郡 白石村     | 多芸郡 白石村              | 多芸郡 白石村     | 多芸郡 白石村                  | 多芸郡 白石村              | 多芸郡 白石村                        | 多芸郡 白石村                    | 多芸郡 白石村                  | 多芸郡 養老村              | 養老郡 養老村            | 養老郡 養老町                                                                                      | 養老郡 養老町                        | 養老郡 養老町                  | 養老郡 養老町 |
| 多芸郡 勢至村     | 多芸郡 勢至村              | 多芸郡 勢至村     | 多芸郡 勢至村                  | 多芸郡 勢至村              | 多芸郡 勢至村                        | 多芸郡 勢至村                    | 多芸郡 勢至村                  | 多芸郡 養老村              | 養老郡 養老村            | 養老郡 養老町                                                                                      | 養老郡 養老町                        | 養老郡 養老町                  | 養老郡 養老町 |
| 多芸郡 柏尾村     | 多芸郡 柏尾村              | 多芸郡 柏尾村     | 多芸郡 柏尾村                  | 多芸郡 柏尾村              | 多芸郡 柏尾村                        | 多芸郡 柏尾村                    | 多芸郡 柏尾村                  | 多芸郡 養老村              | 養老郡 養老村            | 養老郡 養老町                                                                                      | 養老郡 養老町                        | 養老郡 養老町                  | 養老郡 養老町 |
| 石津郡 桜井村     | 石津郡 桜井村              | 石津郡 桜井村     | 石津郡 桜井村                  | 石津郡 桜井村              | 上石津郡 桜井村                      | 上石津郡 桜井村                  | 上石津郡 桜井村                | 上石津郡 桜井村            | 養老郡 養老村            | 養老郡 養老町                                                                                      | 養老郡 養老町                        | 養老郡 養老町                  | 養老郡 養老町 |
| 石津郡 沢田村     | 石津郡 沢田村              | 石津郡 沢田村     | 石津郡 沢田村                  | 石津郡 沢田村              | 上石津郡 沢田村                      | 上石津郡 沢田村                  | 上石津郡 沢田村                | 上石津郡 沢田村            | 養老郡 養老村            | 養老郡 養老町                                                                                      | 養老郡 養老町                        | 養老郡 養老町                  | 養老郡 養老町 |

## 人口
岐阜県の町では最も人口が多く、山県市、飛騨市、美濃市よりも多い。
| |                                        |  |
| 養老町と全国の年齢別人口分布（2005年） | 養老町の年齢・男女別人口分布（2005年） |  |
| ■紫色 ― 養老町 ■緑色 ― 日本全国 | ■青色 ― 男性 ■赤色 ― 女性              |  |
| 養老町（に相当する地域）の人口の推移 \| 1970年（昭和45年） \| 27,766人 \| \| \| 1975年（昭和50年） \| 29,483人 \| \| \| 1980年（昭和55年） \| 31,372人 \| \| \| 1985年（昭和60年） \| 32,919人 \| \| \| 1990年（平成2年） \| 33,102人 \| \| \| 1995年（平成7年） \| 33,694人 \| \| \| 2000年（平成12年） \| 33,256人 \| \| \| 2005年（平成17年） \| 32,550人 \| \| \| 2010年（平成22年） \| 31,332人 \| \| \| 2015年（平成27年） \| 29,029人 \| \| \| 2020年（令和2年） \| 26,882人 \| \| |                                        |  |
| 総務省統計局 国勢調査より |                                        |  |
| 1970年（昭和45年） | 27,766人                               |  |
| 1975年（昭和50年） | 29,483人                               |  |
| 1980年（昭和55年） | 31,372人                               |  |
| 1985年（昭和60年） | 32,919人                               |  |
| 1990年（平成2年） | 33,102人                               |  |
| 1995年（平成7年） | 33,694人                               |  |
| 2000年（平成12年） | 33,256人                               |  |
| 2005年（平成17年） | 32,550人                               |  |
| 2010年（平成22年） | 31,332人                               |  |
| 2015年（平成27年） | 29,029人                               |  |
| 2020年（令和2年） | 26,882人                               |  |

## 養老町政・歴代町長
- 第一代：山田良造（昭和29年～昭和37年）
- 第二代：成瀬信行（昭和37年～昭和41年）
- 第三代：津田　洯（昭和41年～昭和57年）
- 第四代：清水利郎（昭和57年～平成10年）
- 第五代：稲葉貞二（平成10年～平成22年）
- 第六代：大橋　孝（平成22年～令和4年）
- 第七代：川地憲元（令和4年～現職）

## 姉妹都市・提携都市

### 国外
友好都市
- バート・ゾーデン・アム・タウヌス市（ドイツ ヘッセン州）
  - 2004年2月16日締結

### 国内
提携都市（災害時相互応援協定）
- 垂井町（岐阜県）
2017年5月9日締結
- 関ケ原町（岐阜県）
2017年5月9日締結
- 神戸町（岐阜県）
2017年5月9日締結
- 輪之内町（岐阜県）
2017年5月9日締結
- 安八町（岐阜県）
2017年5月9日締結

## 教育

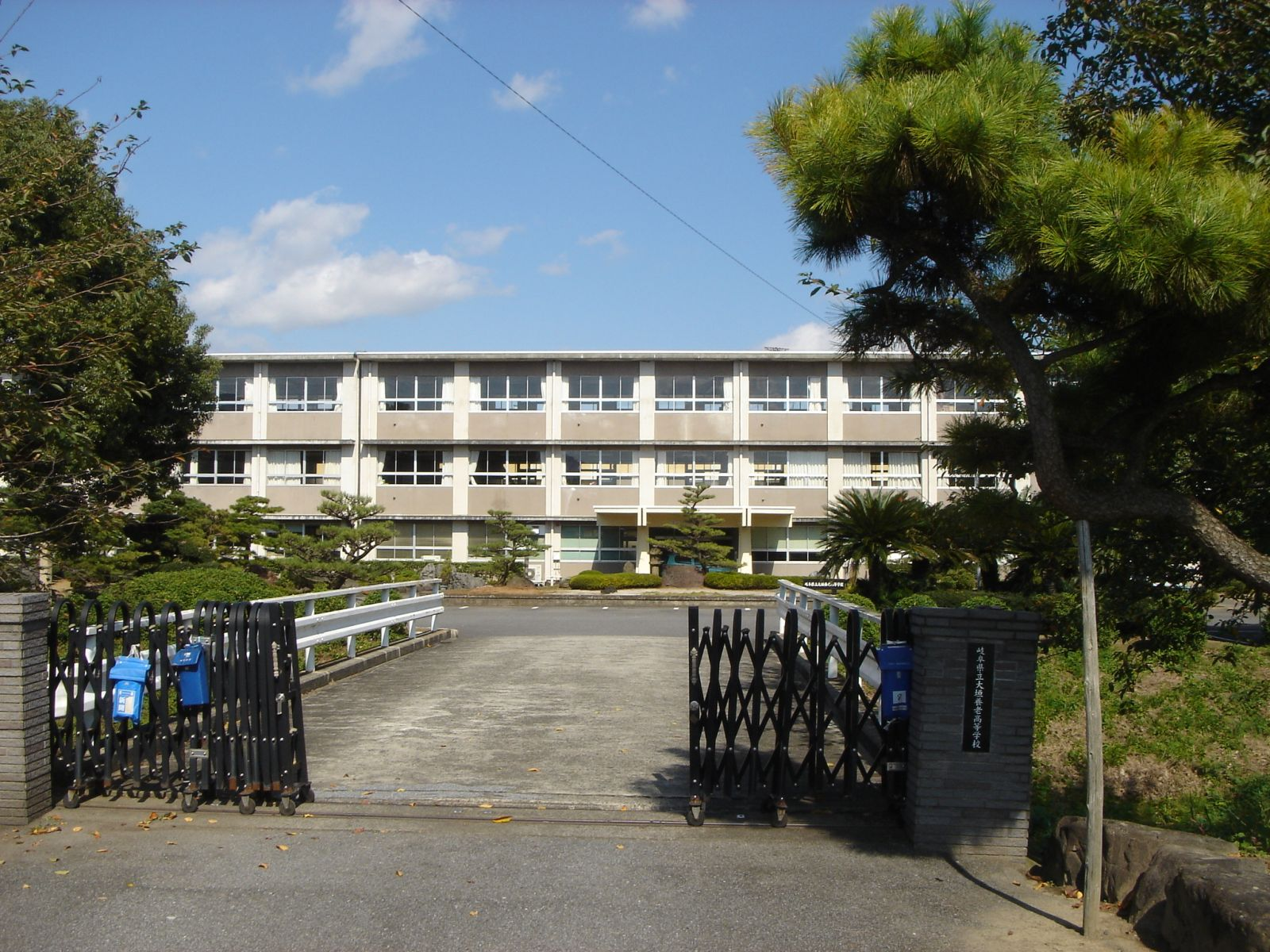
岐阜県立大垣養老高等学校

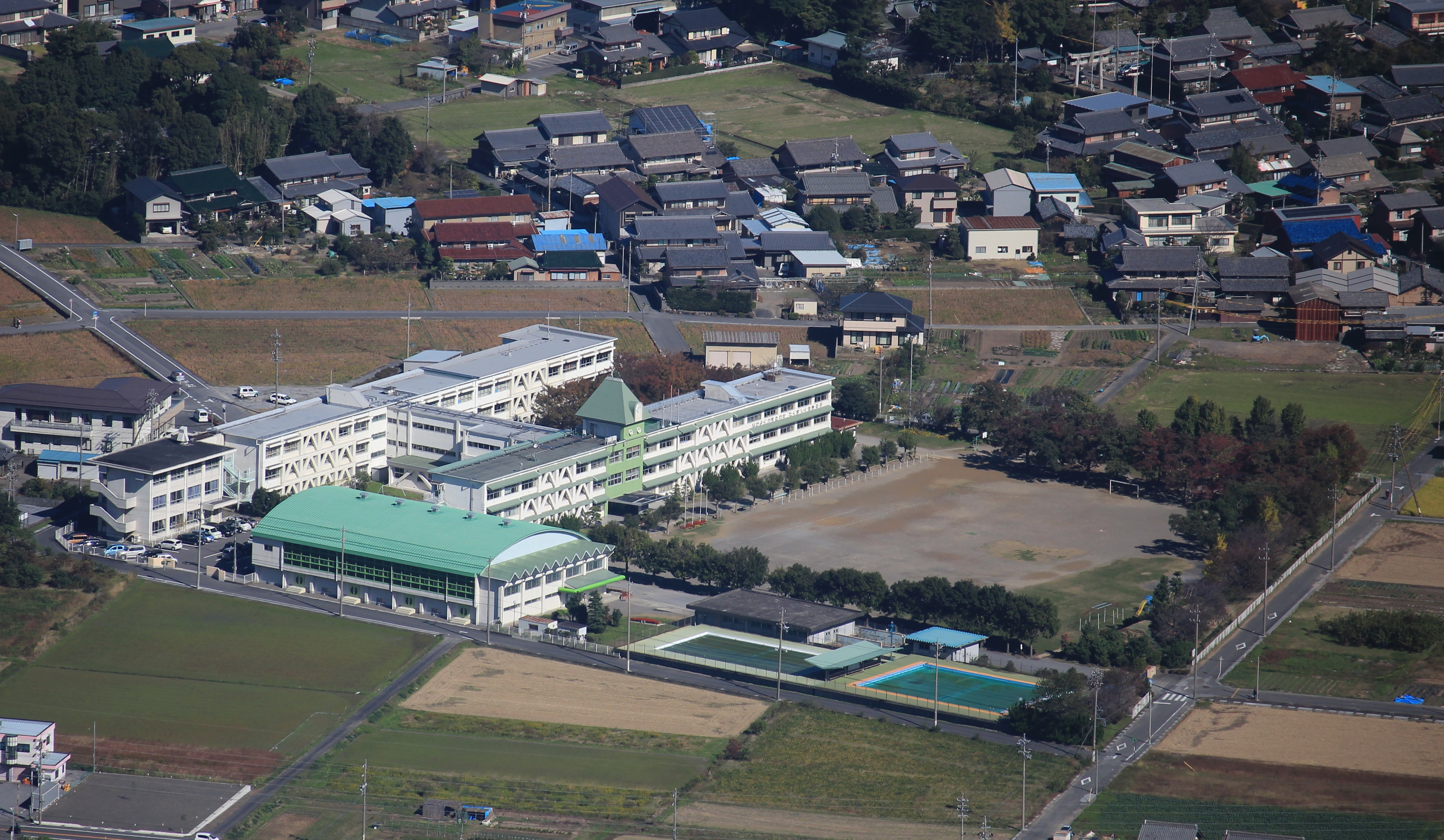
養老町立養老小学校

### 高等学校
- 岐阜県立大垣養老高等学校

### 中学校
- 養老町立高田中学校
- 養老町立東部中学校

### 小学校
- 養老町立笠郷小学校
- 養老町立広幡小学校
- 養老町立上多度小学校
- 養老町立池辺小学校
- 養老町立養老小学校
- 養老町立養北小学校
- 養老町立日吉小学校

### 指定自動車教習所
- 大垣自動車学校

## 施設

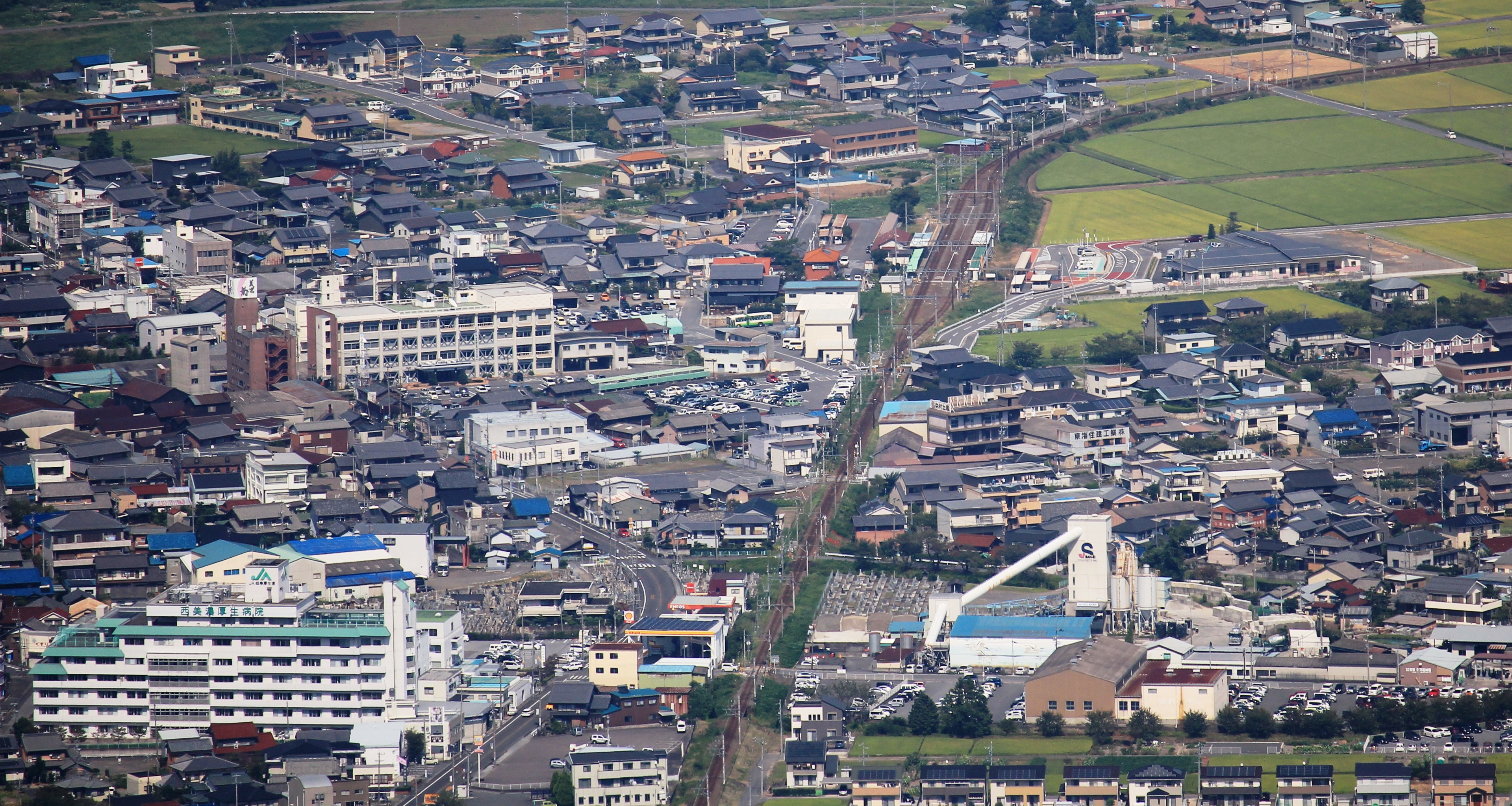
西美濃厚生病院：左下、養老町役場：左中央、美濃高田駅:右上

### 役場・自治会館
- 養老町役場
  - 養老自治会館
  - 広幡自治会館
  - 上多度自治会館
  - 池辺自治会館
  - 笠郷自治会館
  - 小畑自治会館
  - 多芸自治会館
  - 日吉自治会館
  - 室原自治会館

### 警察
- 岐阜県警察養老警察署

### 消防
- 養老町消防本部

### 図書館
- 養老町図書館

### 医療
主な病院
- 西美濃厚生病院

### その他
- 養老町民会館
- 養老町テレワーク施設YOROffice

## 経済

### 主な企業
- 大垣電機
- 池田製作所（アサノ化成）

### 金融機関
- 大垣共立銀行 - 養老支店
- 十六銀行 - 養老支店
- 大垣西濃信用金庫 - 養老支店、笠郷支店

## 交通

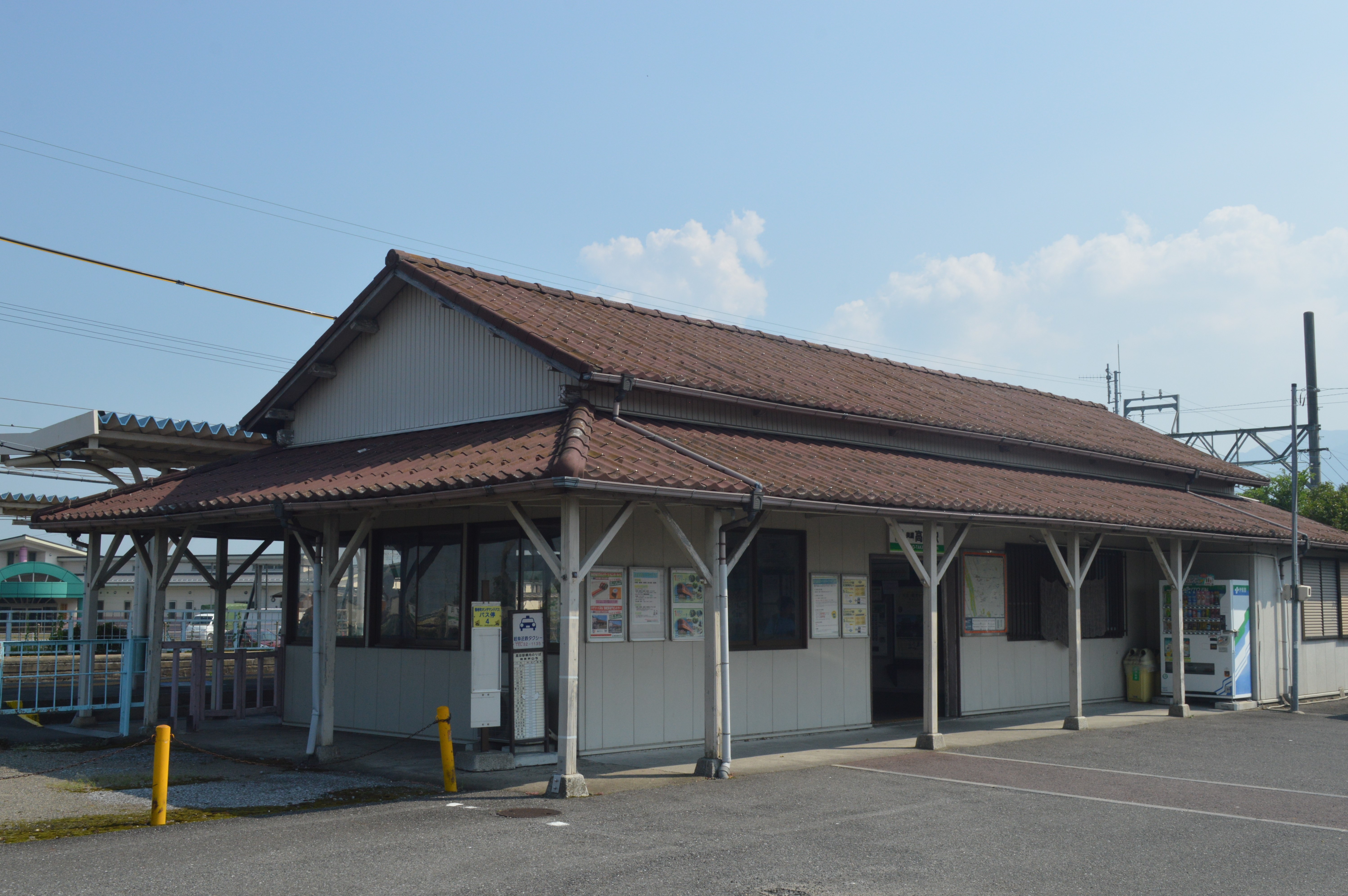
美濃高田駅

### 鉄道
- 養老鉄道
  - 養老線：養老駅 - 美濃高田駅 - 烏江駅

烏江駅-友江駅間（大垣市）、養老駅-駒野駅間（海津市）は市境付近を通過している。
また、友江駅、駒野駅、美濃津屋駅などから養老町のオンデマンドバスを利用できる。

### バス
- 名阪近鉄バス
  - 綾里養北線 - かつては大垣多良線として町中心部を経由して上石津町まで運行されていたが、2021年4月にザ・ビッグ養老店発着の現路線に再編された[5]。
  - 海津線

- 養老町オンデマンドバス

- 大垣市コミュニティバス
  - 養老コース（悠楽苑～西美濃厚生病院）のバスが、西美濃厚生病院、美濃高田駅、ザ・ビッグ養老店に停車。
- 海津市デマンド交通
  - 町内にはオークワ養老店の駐車場にバス停がある

### 道路
- 高速道路
  - 名神高速道路 : 
（大垣市） - (26-1)養老JCT - (BS)養老口BS（廃止） - (26-2)養老SA/スマートIC - （大垣市上石津町）
- 一般有料道路
  - 東海環状自動車道 : 
（大垣市） - (26-1)養老JCT - (17)養老IC
- 一般国道
  - 国道258号
- 主要地方道
  - 岐阜県道30号羽島養老線
  - 岐阜県道56号南濃関ケ原線
  - 岐阜県道96号大垣養老公園線
- 一般県道
  - 岐阜県道213号養老平田線
  - 岐阜県道214号養老赤坂線
  - 岐阜県道215号養老垂井線
  - 岐阜県道225号小倉烏江大垣線
  - 岐阜県道226号飯田島里線
  - 岐阜県道227号牧田室原線
- 東海自然歩道

## 名所・旧跡・観光スポット・祭事・催事
- 養老公園とその周辺[6]

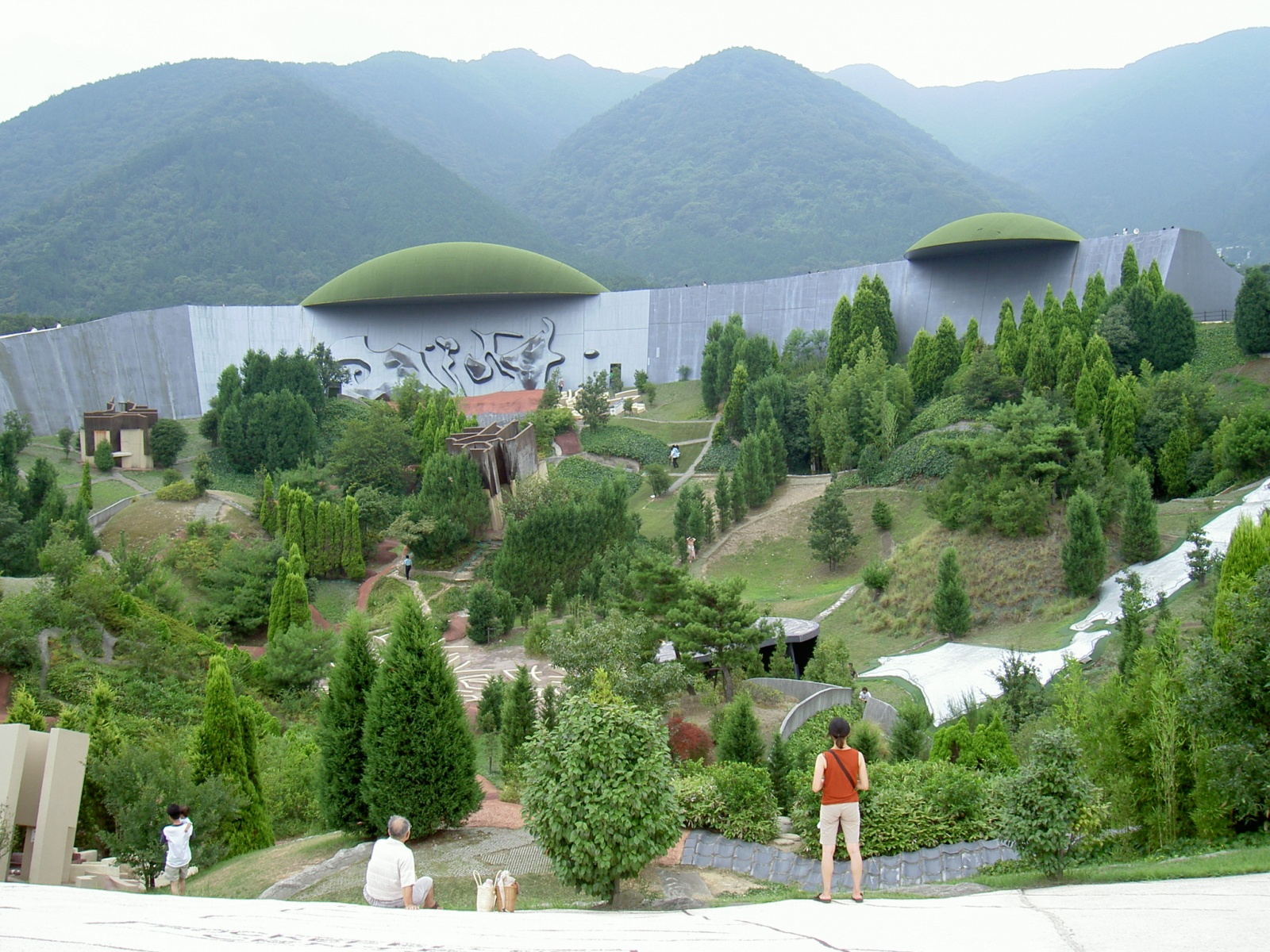
養老天命反転地

  - 養老の滝、菊水泉（名水百選、日本の滝百選）
  - 養老天命反転地
  - 岐阜県こどもの国
  - 養老寺
  - 養老神社
- 象鼻山
  - 象鼻山古墳群
- 養老ランド
- 多岐神社（美濃国三宮）
- 御井神社
- 久久美雄彦神社
- 孝子神社
- 田代神社資料館
- 大巻薩摩工事役館跡[7]
- 養老町郷土資料館
- イオンタウン養老ショッピングセンター
- 養老町山口会館

## 特産ブランド認証品
平成27年度（2015年度）より本町の魅力を広めるために、養老町特産ブランド認証事業が始められた。平成27年度の特産ブランド認証品を以下に示す。
| 認証番号 | 特産品                     | 事業者            | 備考                             |
| -------- | -------------------------- | ----------------- | -------------------------------- |
| 第1号    | 瀧最中                     | 合資会社 勝田製菓 | 第18回全国菓子大博覧会大臣賞受賞 |
| 第2号    | ケリ米 ハツシモ            | 有限会社 ライフ   | [ 注釈 1 ]                       |
| 第3号    | ケリ米 ミツヒカリ          | 有限会社 ライフ   | [ 注釈 1 ]                       |
| 第4号    | ケリ米 羽二重モチ          | 有限会社 ライフ   | [ 注釈 1 ]                       |
| 第5号    | 荒挽きウィンナー           | 手造りハム 一太郎 |                                  |
| 第6号    | 荒挽きウィンナー（一味入） | 手造りハム 一太郎 |                                  |
| 第7号    | ロースハム                 | 手造りハム 一太郎 |                                  |
| 第8号    | プレスハム                 | 手造りハム 一太郎 |                                  |
| 第9号    | 養老フランク               | 手造りハム 一太郎 |                                  |

## 著名な出身者
- 田中道麿 - 国学者。本居宣長の弟子。
- 北尾春圃（秋峰） - 医学者[9]。
- 大久保休吾 - 教育者、養老郡史の編纂者[10]。
- 立川勇次郎 - 実業家。養老鉄道創設者。イビデン初代社長。
- 鬼面山谷五郎 - 大相撲力士。第13代横綱。
- 輝面龍政樹 - 大相撲力士。
- 中島志保 - スノーボード選手、女子ハーフパイプ日本代表。
- 養老の星☆幸ちゃん - 男性歌手。
- 山口俊郎 - 作曲家。「おんな船頭唄」などのヒット曲がある。
- 敦士 - ファッションモデル。
- 加藤愛 - CBCテレビアナウンサー（元石川テレビ放送アナウンサー）。

## 市外局番
- 本町の市外局番は0584（大垣MA）。
  - 市内局番は、主に30番台を使用。